# Lethrinus mitchelli
Lethrinus mitchelli là một loài cá biển thuộc chi Lethrinus trong họ Cá hè. Loài này được mô tả lần đầu tiên vào năm 2021.

## Từ nguyên
Từ định danh được đặt theo tên của David Mitchell, một nhà bảo tồn nhiều kinh nghiệm, người đã hết lòng vì công việc ở vịnh Milne.

## Phân bố và môi trường sống
L. mitchelli có phân bố giới hạn ở Tây Thái Bình Dương, và mới chỉ được biết đến ở vịnh Milne (Papua New Guinea). L. mitchelli được thu thập ở độ sâu khoảng 20–25 m.

## Mô tả
Chiều dài cơ thể lớn nhất ở L. mitchelli là 20 cm (chiều dài tiêu chuẩn). Thân màu nâu, bụng hơi trắng. Hai bên lườn có một dải sọc màu nâu, thuôn nhọn về phía đuôi; một phần trước bị cắt ngang bởi một dải trắng chéo. Như nhiều loài Lethrinus khác, L. mitchelli có thể chuyển sang kiểu hình lốm đốm, với một loạt các vạch nâu đen ở thân trên và dưới, cũng như những vệt sẫm, thường thấy khi chúng bơi hoặc đứng im gần sát đáy biển, có lẽ là ngụy trang để tránh sự nguy hiểm.
Số gai ở vây lưng: 10 (gai thứ 4 dài nhất); Số tia vây ở vây lưng: 9; Số gai ở vây hậu môn: 3; Số tia vây ở vây hậu môn: 8; Số tia vây ở vây ngực: 13; Số vảy đường bên: 47.